# Braćani
Braćani (en serbe cyrillique : Браћани) est un village du centre du Monténégro, dans la municipalité de Danilovgrad.

## Démographie

### Évolution historique de la population
| 1948 | 1953 | 1961 | 1971 | 1981 | 1991 | 2003 |
| ---- | ---- | ---- | ---- | ---- | ---- | ---- |
| 175  | 176  | 140  | 91   | 44   | 21   | 15   |